# Erwin Felber
Adolf-Erwin Felber (* 16. Juli 1934 in Scheifling; † 12. März 2015) war ein Generalleutnant des österreichischen Bundesheeres.

## Militärische Laufbahn

### Ausbildung und erste Verwendungen
Am 30. Mai 1956 wurde Adolf-Erwin Felber als Fähnrich ausgemustert und begann seine militärische Laufbahn in verschiedenen Funktionen im Heeresartillerieregiment Salzburg. 

### Dienst als Stabsoffizier
Von 1963 bis 1966 absolvierte er den 4. Generalstabslehrgang an der Landesverteidigungsakademie in Wien, den er als Jahrgangsbester abschloss.
Anschließend wurde er zweiter Generalstabsoffizier beim Kommando der 6. Jägerbrigade in Innsbruck, und später Kommandant des Jägerbataillon 21 und 23.
Von 1969 bis 1972 war er Kommandant des 6. Generalstabslehrgang an der Landesverteidigungsakademie.
1974 und 1975 ging der in die USA und besuchte einen Kurs am Command and General Staff College in Fort Leavenworth nordwestlich von Kansas City (USA) und einen Kurs an der United States Army Armor School in Fort Knox, anschließend wurde er Chef des Stabes der 1. Panzergrenadierdivision in Baden.
Von 1978 bis 1983 war er österreichischer Militär- und Luftattaché in Belgrad und Bukarest.

### Dienst im Generalsrang

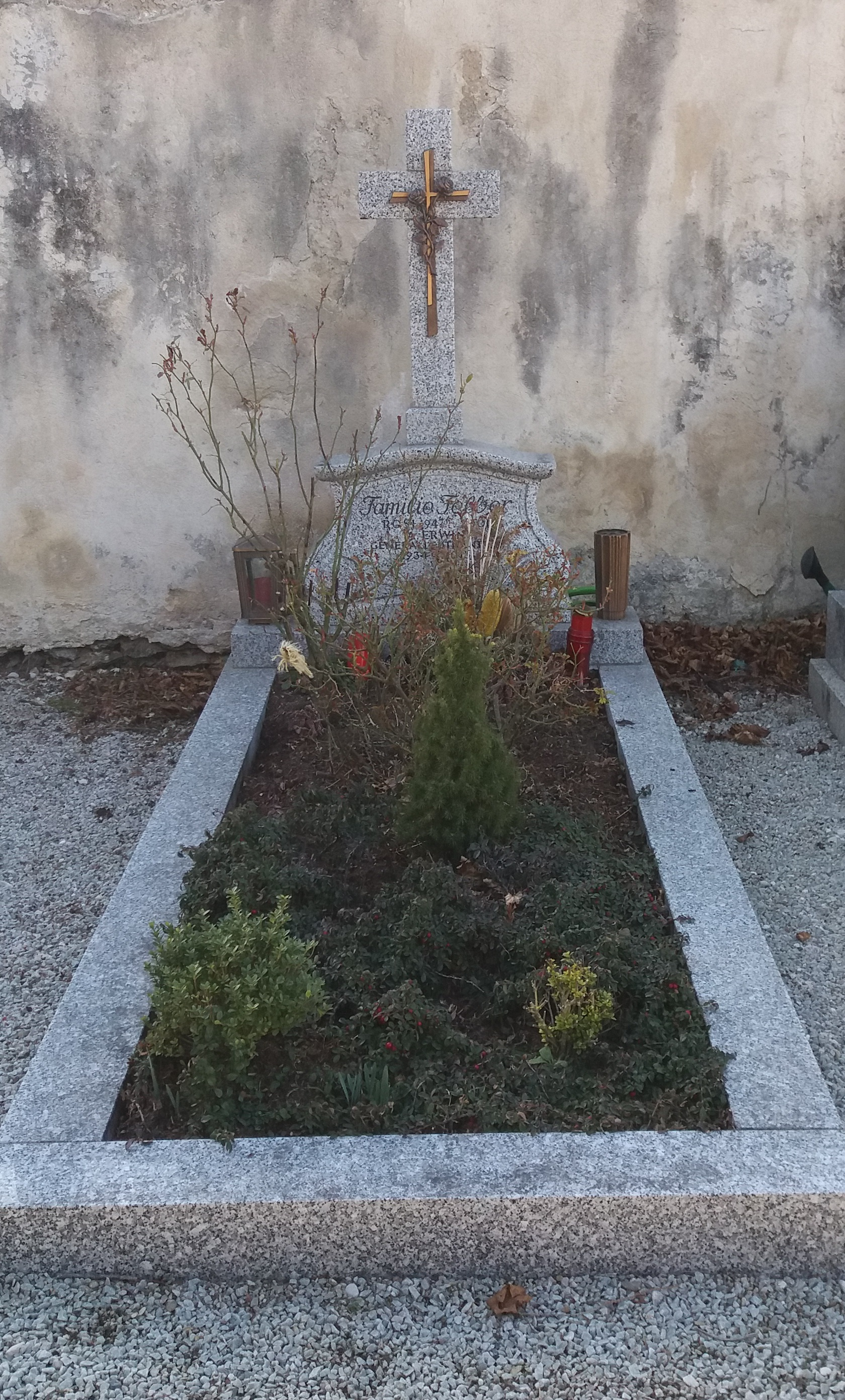
Grabstätte Felbers

Vom Oktober 1983 bis Ende März 1985 war er Kommandant der 9. Panzergrenadierbrigade in Götzendorf an der Leitha.
Am 1. April 1985 wurde Generalleutnant Felber zum Kommandanten der Theresianischen Militärakademie bestellt.

### Auszeichnungen (Auswahl)
- Goldener Ehrenring von Wiener Neustadt

## Grabstätte
Er ist auf dem Friedhof der Theresianischen Militärakademie in Wiener Neustadt beigesetzt.